# Goniophlebium grandidens
Goniophlebium grandidens là một loài dương xỉ trong họ Polypodiaceae. Loài này được Kunze ex Mett. Fée mô tả khoa học đầu tiên năm 1852.